# (38789) 2000 RB46
2000 RB46 (asteroide 38789) é um asteroide da cintura principal. Possui uma excentricidade de 0.11011140 e uma inclinação de 4.98479º.
Este asteroide foi descoberto no dia 3 de setembro de 2000 por LINEAR em Socorro.